# Chelonus insolitus
Chelonus insolitus är en stekelart som beskrevs av Mccomb 1968. Chelonus insolitus ingår i släktet Chelonus och familjen bracksteklar. Inga underarter finns listade i Catalogue of Life.